# Коммунистическая партия Никарагуа

Предвыборный плакат КПН (1984 г.)

Коммунистическая партия Никарагуа (КПН, исп. Partido Comunista de Nicaragua, PCdeN) — коммунистическая партия в Никарагуа.

## История
Организация возникла в 1939 году как Партия никарагуанских коммунистов, до 1979 года действовала в подполье.
В 1967 оформилась как Социалистическая рабочая партия (исп. Partido Obrero Socialista). Среди основателей партии были Хуан Лорио, Эли Альтамирано и Мануэль Перес Эстрада; все они 23 апреля 1967 были исключены из Никарагуанской социалистической партии.
Некоторые активисты партии участвовали в вооружённой борьбе против режима Сомосы в составе сил СФНО, хотя руководство проводило обособленный от сандинистов курс.
В 1970 партия сменила название на Коммунистическую партию Никарагуа.
В июле 1981 года прошёл XII съезд партии. Органом партийной печати являлась газета «La Verdad».
В 1986 году генеральным секретарем партии являлся Густаво Таблада. Органом партийной печати являлась газета «Orientación popular».
В 1990 Коммунистическая и Социалистическая партии Никарагуа объединили усилия с правым Национальным оппозиционным союзом для свержения сандинистов и были в числе 14 партий-участниц коалиции, которая победила на выборах 25 февраля 1990.
В октябре 1996 двое лидеров Коммунистической партии Никарагуа, генеральный секретарь КПН Эли Альтамирано, входивший в правительство Виолетты Чаморро (1990—1996), и второй человек в партии, Ариэль Браво, были арестованы за хранение 36 автоматов Калашникова, которые были спрятаны в доме Вилла Либертад в окрестностях Манагуа.
В настоящее время КПН является членом Альянса PLC вокруг Либерально-конституционной партии, созданного в 2008 с целью противостояния СФНО.